# Rakka
Raqqa (sau Rakka, în arabă الرقة Al-Raqqah) este un oraș din Siria, care se află pe malul Eufratului. A fost întemeiat în anii 242-244 î.Hr.
Timp de patru ani a fost capitala Califatului Abbasid, din care a condus califul Harun al-Rashid.
Vechea denumire latină era Callinicum.

## Personalități născute aici
- Dana Abed Kader (n. 1996), handbalistă română.